# Pseudosasa cantorii
Pseudosasa cantorii là một loài tre có nguồn gốc từ Trung Quốc. Nó có thể phát triển đến chiều cao từ 1,5–2 mét. Loài này được (Munro) Keng f. miêu tả khoa học đầu tiên năm 1957.